# Дискографија Ники Минаж
Америчка певачица Ники Минаж издала је четири студијска албума, три компилације, три микстејпа, сто један сингл и петнаест промотивних синглова.
Током похађања средње школе заинтересовала се за глуму и музику, а њен таленат открио је амерички репер Лил Вејн, помоћу којег је певачица потписала уговор са издавачком кућом Young Money Entertainment.
Њен први соло албум Pink Friday објављен је 22. новембра 2010. године на ЦД и винил формату, као и за дигитално преузимање. Албум је продат у 2 милиона примерака у Сједињеним Државама. Први соло сингл певачице под називом Your Love досгао је до 14. места на америчкој листи Билборд хот 100 и био на врху табеле Билборд хот реп. Наредна три сингла Check It Out, Right Thru Me и Moment 4 Life досегли су међу 40. најбољих песама на листи Билборд хот 100. Пети сингл са албума Pink Friday, под називом Super Bass био је на трећем месту Билборд хот 100 листе и био међу првих десет синглова на листама неколико држава.
Други студијски албум Ники Минаж, под називом Pink Friday: Roman Reloaded објављен је 2. априла 2012. године за дигитално преузимање, на цд и винил формату. Албум се нашао на првом месту листе у Великој Бритнаији. Водећи албумски сингл Starships био је на 5. местом листе Билборд хот 100 и доспео међу десет најбољих у више држава. Проширена верзија другог албума објављена је у новембру 2015. године.
The Pinkprint, трећи студијски албум објављен је 12. децембра 2014. године за дигитално преузимање, на цд и винил формату. Албум је дебитовао на другом месту листе Билборд хот 100. На албуму су се нашли и синглови Only и Truffle Butter, а они су се нашли међу 20. најбољих песама на листи Билборд хот 100. Албум The Pinkprint продат је у 682.000 примерака у Сједињеним Државама, до марта 2017. године. Након издавања албума, Ники Минаж снимила је песму Bang Bang са Џеси Џеј и Аријаном Гранде. Песма је била на првом месту листе у Великој Британији, а на трећем у Сједињеним Државама.

## Албуми

### Студијски албуми
| Назив                       | Детаљи | Позиције | Позиције | Позиције | Позиције | Позиције | Позиције | Позиције | Позиције | Позиције | Позиције | Број проданих примерака | Сертификати |
| Назив                       | Детаљи | САД      | САД R&B  | САД реп  | АУС      | КАН      | ФРА      | ИР       | НЗ       | ШВЕ      | УК       | Број проданих примерака | Сертификати |
| --------------------------- | --- | -------- | -------- | -------- | -------- | -------- | -------- | -------- | -------- | -------- | -------- | ----------------------- | --- |
| Pink Friday                 | - Датум објављивања: 22. новембар 2010. - Издавачка кућа: Young Money Entertainment, Cash Money Records, Republic Records - Формат: ЦД, винил, дигитално преузимање | 1        | 1        | 1        | 19       | 8        | 116      | 17       | 15       | —        | 16       | - САД: 2,000,000        | - Америчко удружење дискографских кућа: 3× Платина - Аустралијско удружење дискографских кућа: Платина - BPI: Платина                |
| Pink Friday: Roman Reloaded | - Датум објављивања: 2. април 2012. - Издавачка кућа: Young Money, Cash Money, Republic - Формат: ЦД, винил, дигитално преузимање                                   | 1        | 1        | 1        | 5        | 1        | 20       | 2        | 3        | 37       | 1        | - САД: 905,000          | - Америчко удружење дискографских кућа: 2× Платина - Аустралијско удружење дискографских кућа: Златно - BPI: Платина - IRMA: Платина |
| The Pinkprint               | - Датум објављивања: 12. децембар 2014. - Издавачка кућа: Young Money, Cash Money, Republic - Формат: ЦД, винил, дигитално преузимање                               | 2        | 1        | 1        | 19       | 6        | 70       | 31       | 21       | 9        | 22       | - САД: 682,000          | - Америчко удружење дискографских кућа: 2× Платина - BPI: Златно - IFPI ШВЕ: Златно                                                  |
| Queen                       | - Датум објављивања: 10. август 2018. - Издавачка кућа: Young Money, Cash Money, Republic - Формат: ЦД, винил, дигитално преузимање                                 | 2        | 2        | 2        | 4        | 2        | 7        | 5        | 8        | 15       | 5        | - САД: 78,000           | - Америчко удружење дискографских кућа: Златноld                                                                                     |

### Поново издати албуми
| Назив                                   | Детаљи |
| --------------------------------------- | --- |
| Pink Friday: Roman Reloaded – The Re-Up | - Датум објављивања: 19. новембар 2012. - Издавачка кућа: Young Money, Cash Money, Republic - Формат: ЦД, DVD, дигитално преузимање |

### Компилацијски албуми
| Назив                                              | Детаљи | Позиција | Позиција | Позиција | Позиција | Позиција | Позиција | Сертификат                                     |
| Назив                                              | Детаљи | САД      | САД R&B  | САД реп  | КАН      | УК       | УК R&B   | Сертификат                                     |
| -------------------------------------------------- | --- | -------- | -------- | -------- | -------- | -------- | -------- | ---------------------------------------------- |
| We Are Young Money (као део супегрупе Young Money) | - Датум објављивања: 21. децембар 2009. - Издавачка кућа: Young Money, Cash Money, Republic - Формат: ЦД, дигитално преузимање | 9        | 3        | 1        | —        | —        | —        | - Америчко удружење дискографских кућа: Златно |
| Rich Gang (као део супергрупе Rich Gang)           | - Датум објављивања: 23. јул 2013. - Издавачка кућа: Young Money, Cash Money, Republic - Формат: ЦД, дигитално преузимање      | 9        | 2        | 2        | —        | —        | 23       |                                                |
| Rise of an Empire (као део супергрупе Young Money) | - Датум објављивања: 11. март 2014. - Издавачка кућа: Young Money, Cash Money, Republic - Формат: ЦД, дигитално преузимање     | 7        | 4        | 2        | 24       | 148      | 18       |                                                |

### Микстејпови
| Назив             | Детаљи |
| ----------------- | --- |
| Playtime Is Over  | - Датум објављивања: 5. јул 2007. - Издавачка кућа: Young Money, Dirty Money Entertainment - Формат: ЦД, дигитално преузимање |
| Sucka Free        | - Датум објављивања: 12. април 2008. - Издавачка кућа: Young Money, Dirty Money - Формат: ЦД, дигитално преузимање            |
| Beam Me Up Scotty | - Датум објављивања: 18. април 2009. - Издавачка кућа: Young Money, Dirty Money - Формат: ЦД, дигитално преузимање            |

## Синглови

### Као главни извођач
| Назив                                          | Година | Позиција | Позиција | Позиција | Позиција | Позиција | Позиција | Позиција | Позиција | Позиција | Позиција | Сертификат | Албум                                   |
| Назив                                          | Година | САД      | САД R&B  | САД реп  | АУС      | КАН      | ФРА      | ИР       | НЗ       | ШВЕ      | УК       | Сертификат | Албум                                   |
| ---------------------------------------------- | ------ | -------- | -------- | -------- | -------- | -------- | -------- | -------- | -------- | -------- | -------- | --- | --------------------------------------- |
| "Massive Attack" (Sean Garrett)                | 2010   | —        | 65       | —        | —        | —        | —        | —        | —        | —        | —        | | Није ни на једном албуму                |
| "Your Love"                                    | 2010   | 14       | 4        | 1        | —        | 43       | —        | —        | —        | —        | 71       | - Америчко удружење дискографских кућа: Платина | Pink Friday                             |
| "Check It Out" (will.i.am и Ники Минаж)        | 2010   | 24       | 100      | 14       | 21       | 14       | —        | 14       | —        | —        | 11       | - BPI: Сребрно | Pink Friday                             |
| "Right Thru Me"                                | 2010   | 26       | 4        | 3        | —        | 60       | —        | —        | —        | —        | 71       | - Америчко удружење дискографских кућа: Златно | Pink Friday                             |
| "Moment 4 Life" (са Дрејком)                   | 2010   | 13       | 1        | 1        | —        | 27       | 65       | 37       | —        | —        | 22       | - Америчко удружење дискографских кућа: Платина - BPI: Сребрно | Pink Friday                             |
| "Super Bass"                                   | 2011   | 3        | 6        | 2        | 6        | 6        | —        | 17       | 3        | 43       | 8        | - Америчко удружење дискографских кућа: 8× Платина - Аустралијско удружење дискографских кућа: 6× Платина - BPI: Платина - RMNZ: Платина                                               | Pink Friday                             |
| "Did It On'em"                                 | 2011   | 49       | 3        | 4        | —        | —        | —        | —        | —        | —        | —        | - Америчко удружење дискографских кућа: Златно | Pink Friday                             |
| "Girls Fall Like Dominoes"                     | 2011   | —        | —        | —        | 99       | —        | —        | 28       | 13       | —        | 24       | | Pink Friday                             |
| "Fly" (са Ријаном)                             | 2011   | 19       | 20       | 9        | 18       | 55       | —        | 14       | 13       | —        | 16       | - Америчко удружење дискографских кућа: Платина - Аустралијско удружење дискографских кућа: Платина - BPI: Сребрно                                                                     | Pink Friday                             |
| "Starships"                                    | 2012   | 5        | 85       | 10       | 2        | 4        | 5        | 2        | 2        | 3        | 2        | - Америчко удружење дискографских кућа: 6× Платина - Аустралијско удружење дискографских кућа: 7× Платина - BPI: 2× Платина - IFPI SWE: 3× Платина - RMNZ: 2× Платина                  | Pink Friday: Roman Reloaded             |
| "Right by My Side" (Крис Браун и Ники Минаж)   | 2012   | 51       | 21       | —        | —        | —        | 122      | —        | —        | —        | 70       | | Pink Friday: Roman Reloaded             |
| "Beez in the Trap" (са 2 Chainz)               | 2012   | 48       | 7        | 7        | —        | —        | —        | 74       | —        | —        | 131      | - Америчко удружење дискографских кућа: Златно | Pink Friday: Roman Reloaded             |
| "Pound the Alarm"                              | 2012   | 15       | —        | —        | 10       | 8        | 19       | 8        | 6        | 33       | 8        | - Америчко удружење дискографских кућа: Платина - Аустралијско удружење дискографских кућа: 2× Платина - BPI: Златно - RMNZ: Златно                                                    | Pink Friday: Roman Reloaded             |
| "Va Va Voom"                                   | 2012   | 22       | —        | —        | 36       | 18       | 54       | 13       | 20       | —        | 20       | - Аустралијско удружење дискографских кућа: Платина - BPI: Сребрно | Pink Friday: Roman Reloaded             |
| "The Boys" (Cassie)                            | 2012   | —        | 41       | —        | —        | —        | —        | 95       | —        | —        | 101      | | Pink Friday: Roman Reloaded – The Re-Up |
| "Freedom"                                      | 2012   | —        | 31       | 23       | —        | —        | —        | —        | —        | —        | 107      | | Pink Friday: Roman Reloaded – The Re-Up |
| "High School" (са Лил Вејном)                  | 2013   | 64       | 20       | 15       | 57       | 81       | 91       | 47       | —        | —        | 31       | - Америчко удружење дискографских кућа: Златно | Pink Friday: Roman Reloaded – The Re-Up |
| "Pills n Potions"                              | 2014   | 24       | 7        | 2        | 14       | 53       | 71       | 29       | 17       | —        | 31       | - Аустралијско удружење дискографских кућа: Платина - BPI: Сребрно | The Pinkprint                           |
| "Bang Bang" (Џеси Џеј и Аријана Гранде)        | 2014   | 3        | —        | —        | 4        | 3        | 47       | 3        | 4        | 15       | 1        | - Америчко удружење дискографских кућа: 6× Платина - Аустралијско удружење дискографских кућа: 3× Платина - BPI: 2× Платина - IFPI ШВЕ: 2× Платина - MC: 3× Платина - RMNZ: 2× Платина | Sweet Talker и My Everything            |
| "Anaconda"                                     | 2014   | 2        | 1        | 1        | 8        | 3        | 38       | 10       | 9        | 30       | 3        | - Америчко удружење дискографских кућа: 2× Платина - Аустралијско удружење дискографских кућа: 2× Платина - BPI: Сребрно - IFPI ШВЕ: Златно - RMNZ: Златно                             | The Pinkprint                           |
| "Only" (са Дрејком, Лил Вејнон и Крис Брауном) | 2014   | 12       | 1        | 1        | 62       | 20       | 102      | —        | —        | —        | 35       | - Америчко удружење дискографских кућа: 3× Платина - BPI: Сребрно | The Pinkprint                           |
| "Bed of Lies" (са Скилар Греј)                 | 2014   | 62       | 19       | 13       | 7        | 41       | 134      | 56       | 13       | 11       | 73       | - Аустралијско удружење дискографских кућа: Платина - IFPI ШВЕ: 2× Платина - RMNZ: Златно                                                                                              | The Pinkprint                           |
| "Truffle Butter" (са Дрејком и Лил Вејном)     | 2015   | 14       | 4        | 2        | —        | 43       | —        | —        | —        | —        | 188      | - BPI: Сребрно | The Pinkprint                           |
| "The Night Is Still Young"                     | 2015   | 31       | —        | 6        | —        | 40       | —        | 98       | —        | 93       | —        | - Америчко удружење дискографских кућа: Платина - IFPI ШВЕ: Златно | The Pinkprint                           |
| "Trini Dem Girls" (LunchMoney Lewis)           | 2015   | —        | —        | —        | —        | —        | —        | —        | —        | —        | —        | | The Pinkprint                           |
| "Changed It" (са Лил Вејном)                   | 2017   | 71       | 29       | 18       | —        | —        | 116      | —        | —        | —        | —        | | Није ни на једном албуму                |
| "No Frauds" (са Дрејком и Лил Вејном)          | 2017   | 14       | 8        | 5        | 58       | 25       | 43       | 71       | —        | 94       | 49       | - MC: Златно | Није ни на једном албуму                |
| "Regret in Your Tears"                         | 2017   | 61       | 26       | —        | —        | 84       | 87       | —        | —        | —        | 69       | | Није ни на једном албуму                |
| "MotorSport" (Migos и Cardi B)                 | 2017   | 6        | 3        | 3        | 74       | 12       | 72       | 79       | —        | —        | 49       | - Америчко удружење дискографских кућа: 3× Платина - Аустралијско удружење дискографских кућа: Платина - BPI: Сребрно - MC: 2× Платина                                                 | Culture II                              |
| "Barbie Tingz"                                 | 2018   | 25       | 17       | 13       | 41       | 21       | 58       | 58       | —        | 90       | 31       | - Америчко удружење дискографских кућа: Златно | Queen                                   |
| "Chun-Li"                                      | 2018   | 10       | 7        | 6        | 54       | 18       | 30       | 65       | —        | —        | 26       | - Америчко удружење дискографских кућа: Платина - MC: Златно | Queen                                   |
| "Bed" (са Аријаном Гранде)                     | 2018   | 42       | 19       | 17       | 17       | 30       | 60       | 22       | 25       | 44       | 20       | - Америчко удружење дискографских кућа: Златно - Аустралијско удружење дискографских кућа: Златно - BPI: Сребрно - MC: Платина                                                         | Queen                                   |
| "Barbie Dreams"                                | 2018   | 18       | 13       | 11       | 57       | 43       | —        | 41       | —        | —        | 36       | - Америчко удружење дискографских кућа: Златно | Queen                                   |

### Као гостујући извођач
| Назив                                                                                       | Година | Позиција | Позиција | Позиција | Позиција | Позиција | Позиција | Позиција | Позиција | Позиција | Позиција | Сертификат | Албум                                 |
| Назив                                                                                       | Година | САД      | САД R&B  | САД реп  | АУС      | КАН      | ФРА      | ИР       | НЗ       | ШВЕ      | УК       | Сертификат | Албум                                 |
| ------------------------------------------------------------------------------------------- | ------ | -------- | -------- | -------- | -------- | -------- | -------- | -------- | -------- | -------- | -------- | --- | ------------------------------------- |
| "BedRock" (као део супергрупе Young Money и Lloyd)                                          | 2009   | 2        | 2        | 1        | —        | 12       | —        | 17       | 21       | —        | 9        | - Америчко удружење дискографских кућа: 3× Платина | We Are Young Money                    |
| "Up Out My Face" (Мараја Кери и Ники Минаж)                                                 | 2010   | 100      | 39       | —        | —        | —        | —        | —        | —        | —        | —        | | Није ни на једном албуму              |
| "My Chick Bad" (Лудакрис и Ники Минаж)                                                      | 2010   | 11       | 2        | 2        | —        | —        | —        | —        | —        | —        | —        | - Америчко удружење дискографских кућа: Платина | Battle of the Sexes                   |
| "Lil Freak" (Ашер и Ники Минаж)                                                             | 2010   | 40       | 8        | —        | —        | —        | —        | —        | —        | —        | 109      | | Raymond v. Raymond                    |
| "Get It All" (Sean Garrett и Ники Минаж)                                                    | 2010   | —        | 83       | —        | —        | —        | —        | —        | —        | —        | —        | | The Inkwell                           |
| "Roger That" (као део супергрупе Young Money)                                               | 2010   | 56       | 15       | 6        | —        | —        | —        | —        | —        | —        | —        | | We Are Young Money                    |
| "Woohoo" (Кристина Агилера и Ники Минаж)                                                    | 2010   | 79       | —        | —        | —        | 46       | —        | —        | —        | —        | 148      | | Bionic                                |
| "Bottoms Up" (Trey Songz и Ники Минаж)                                                      | 2010   | 6        | 2        | —        | 74       | 34       | —        | —        | —        | —        | 71       | - Америчко удружење дискографских кућа: 4× Платина | Passion, Pain & Pleasure              |
| "2012 (It Ain't the End)" (Jay Sean и Ники Минаж)                                           | 2010   | 31       | —        | —        | 40       | 23       | —        | 44       | 9        | —        | 9        | - Америчко удружење дискографских кућа: Златно - RMNZ: Златно | Hit the Lights                        |
| "Letting Go (Dutty Love)" (Sean Kingston и Ники Минаж)                                      | 2010   | 36       | 51       | —        | 73       | 35       | —        | —        | 23       | —        | —        | - Америчко удружење дискографских кућа: Платина | Није ни на једном албуму              |
| "Monster" (Канје Вест, Рик Рос, Џеј-Зи, Bon Iver и Ники Минаж)                              | 2010   | 18       | 30       | 15       | —        | 43       | —        | —        | —        | —        | 146      | - Америчко удружење дискографских кућа: Платина | My Beautiful Dark Twisted Fantasy     |
| "I Ain't Thru" (Keyshia Cole и Ники Минаж)                                                  | 2010   | —        | 54       | —        | —        | —        | —        | —        | —        | —        | —        | | Calling All Hearts                    |
| "Raining Men" (Ријана и Ники Минаж)                                                         | 2010   | —        | 48       | —        | —        | —        | —        | —        | —        | —        | 142      | | Loud                                  |
| "The Creep" (The Lonely Island и Ники Минаж)                                                | 2011   | 82       | —        | —        | —        | 90       | —        | —        | —        | —        | —        | | Turtleneck & Chain                    |
| "Where Them Girls At" (Давид Гета, Flo Rida и Ники Минаж)                                   | 2011   | 14       | —        | 24       | 6        | 3        | 4        | 5        | 6        | 7        | 3        | - Америчко удружење дискографских кућа: Платина - Аустралијско удружење дискографских кућа: 2× Платина - BPI: Платина - IFPI ШВЕ: Златно - RMNZ: Златно                                       | Nothing but the Beat                  |
| "Y.U. Mad" (Birdman, Лил Вејн и Ники Минаж)                                                 | 2011   | 68       | 46       | 25       | —        | —        | —        | —        | —        | —        | —        | | Није ни на једном албуму              |
| "You the Boss" (Рик Рос и Ники Минаж)                                                       | 2011   | 62       | 5        | 10       | —        | —        | —        | —        | —        | —        | —        | - Америчко удружење дискографских кућа: Златно | Није ни на једном албуму              |
| "Fireball" (Willow Smith и Ники Минаж)                                                      | 2011   | —        | —        | —        | —        | —        | —        | —        | —        | —        | —        | | Није ни на једном албуму              |
| "Make Me Proud" (Дрејк и Ники Минаж)                                                        | 2011   | 9        | 1        | 1        | 95       | 25       | —        | —        | —        | —        | 49       | - Америчко удружење дискографских кућа: Платина | Take Care                             |
| "Dance (A$$)" (ремикс) (Big Sean и Ники Минаж)                                              | 2011   | 10       | 3        | 2        | —        | 69       | —        | —        | —        | —        | —        | - Америчко удружење дискографских кућа: 3× Платина | Finally Famous                        |
| "Turn Me On" (Давид Гета и Ники Минаж)                                                      | 2011   | 4        | 92       | —        | 3        | 3        | 10       | 4        | 2        | 29       | 8        | - Америчко удружење дискографских кућа: 2× Платина - Аустралијско удружење дискографских кућа: 3× Платина - BPI: Платина - MC: 3× Платина - RMNZ: Златно                                      | Nothing but the Beat                  |
| "Give Me All Your Luvin'" (Мадона, M.I.A. и Ники Минаж)                                     | 2012   | 10       | —        | —        | 25       | 1        | 3        | 11       | 29       | 60       | 37       | - Америчко удружење дискографских кућа: Златно | MDNA                                  |
| "Take It to the Head" (DJ Khaled, Крис Браун, Рик Рос, Лил Вејн и Ники Минаж)               | 2012   | 58       | 6        | 6        | —        | —        | —        | —        | —        | —        | 102      | - Америчко удружење дискографских кућа: Златно | Kiss the Ring                         |
| "Get Low" (Waka Flocka Flame, Tyga, Flo Rida и Ники Минаж)                                  | 2012   | 72       | 67       | 22       | —        | 58       | —        | —        | —        | —        | —        | | Triple F Life: Friends, Fans & Family |
| "Girl on Fire" (Алиша Киз и Ники Минаж)                                                     | 2012   | 11       | 2        | —        | 12       | 6        | 5        | 11       | 7        | 29       | 5        | - Америчко удружење дискографских кућа: 2× Платина - Аустралијско удружење дискографских кућа: 3× Платина - MC: 2× Платина - RMNZ: Платина                                                    | Girl on Fire                          |
| "Out of My Mind" (B.o.B и Ники Минаж)                                                       | 2012   | —        | —        | —        | —        | —        | —        | —        | —        | —        | 166      | | Strange Clouds                        |
| "Beauty and a Beat" (Џастин Бибер и Ники Минаж)                                             | 2012   | 5        | —        | —        | 9        | 4        | 28       | 20       | 6        | 23       | 16       | - Америчко удружење дискографских кућа: 2× Платина - Аустралијско удружење дискографских кућа: 4× Платина - BPI: Златно - MC: 3× Платина - RMNZ: Платина                                      | Believe                               |
| "Freaks" (French Montana и Ники Минаж)                                                      | 2013   | 77       | 25       | 18       | —        | —        | 140      | —        | —        | —        | 161      | | Excuse My French                      |
| "Tapout" (Rich Gange, ЛиЛ Вејн, Birdman, Mack Maine, Nicki Minaj, Future и Ники Минаж)      | 2013   | 44       | 10       | 8        | —        | —        | 134      | —        | —        | —        | —        | - Америчко удружење дискографских кућа: Златно | Rich Gang                             |
| "Tonight I'm Getting Over You" (ремикс) (Carly Rae Jepsen и Ники Минаж)                     | 2013   | 90       | —        | —        | 38       | 88       | 82       | 32       | 40       | —        | 33       | | Није ни на једном албуму              |
| "Somebody Else" (Mario и Ники Минаж)                                                        | 2013   | —        | 36       | —        | —        | —        | —        | —        | —        | —        | —        | | Није ни на једном албуму              |
| "I'm Out" (Ciara и Ники Минаж)                                                              | 2013   | 44       | 13       | —        | 41       | 86       | 159      | —        | —        | —        | 54       | | Ciara                                 |
| "Twerk It" (Баста Рајмс и Ники Минаж)                                                       | 2013   | —        | —        | —        | —        | —        | —        | —        | —        | —        | —        | | Није ни на једном албуму              |
| "Get Like Me" (Нели, Pharrell Williams и Ники Минаж)                                        | 2013   | —        | 36       | —        | —        | —        | —        | 96       | —        | —        | 19       | | M.O.                                  |
| "Love More" (Крис Браун и Ники Минаж)                                                       | 2013   | 23       | 7        | —        | 29       | —        | 118      | —        | —        | —        | 32       | - Америчко удружење дискографских кућа: Платина - Аустралијско удружење дискографских кућа: Златно                                                                                            | X                                     |
| "I Wanna Be with You" (DJ Khaled, Future, Рик Рос и Ники Минаж)                             | 2013   | —        | 30       | 22       | —        | —        | —        | —        | —        | —        | —        | | Suffering from Success                |
| "Clappers" (Wale], Juicy J и Ники Минаж)                                                    | 2013   | —        | 37       | —        | —        | —        | —        | —        | —        | —        | —        | | The Gifted                            |
| "Lookin Ass" (Young Money и Ники Минаж)                                                     | 2014   | —        | 28       | 16       | —        | —        | —        | —        | —        | —        | —        | | Rise of an Empire                     |
| "She Came to Give It to You" (Ашер и Ники Минаж)                                            | 2014   | 89       | 27       | —        | 32       | 56       | 38       | 76       | —        | —        | 16       | - Аустралијско удружење дискографских кућа: Златно | Hard II Love                          |
| "Low" (Juicy J, Lil Bibby, Young Thug и Ники Минаж)                                         | 2014   | —        | 46       | —        | —        | —        | —        | —        | —        | —        | —        | | Није ни на једном албуму              |
| "Flawless" (ремикс) (Бијонсе и Ники Минаж)                                                  | 2014   | 41       | 12       | —        | —        | 88       | 83       | 77       | —        | —        | 65       | | Beyoncé: Platinum Edition             |
| "Touchin, Lovin" (Trey Songz fи Ники Минаж)                                                 | 2014   | 43       | 12       | —        | 88       | —        | —        | —        | —        | —        | 79       | - Америчко удружење дискографских кућа: Златно | Trigga                                |
| "Throw Sum Mo" (Rae Sremmurd, Young Thug и Ники Минаж)                                      | 2014   | 30       | 12       | 6        | —        | —        | —        | —        | —        | —        | —        | - Америчко удружење дискографских кућа: Платина | SremmLife                             |
| "Hey Mama" (Давид Гета, Bebe Rexha, Afrojack и Ники Минаж]])                                | 2015   | 8        | —        | —        | 5        | 9        | 6        | 5        | 5        | 6        | 9        | - Америчко удружење дискографских кућа: 3× Платина - Аустралијско удружење дискографских кућа: 2× Платина - BPI: Платина - IFPI ШВЕ: 2× Платина - MC: 3× Платина - RMNZ: Платина              | Listen                                |
| "Bitch I'm Madonna" (Мадона и Ники Минаж)                                                   | 2015   | 84       | —        | —        | —        | 58       | 90       | —        | —        | —        | —        | | Rebel Heart                           |
| "All Eyes on You" (Meek Mill, Крис Браун и Ники Минаж)                                      | 2015   | 21       | 8        | 5        | 51       | 40       | 186      | 76       | —        | 89       | 55       | - Америчко удружење дискографских кућа: 2× Платина - BPI: Сребрно | Dreams Worth More Than Money          |
| "Back Together" (Robin Thicke и Ники Минаж)                                                 | 2015   | —        | 41       | —        | —        | —        | 144      | —        | —        | —        | —        | | Није ни на једном албуму              |
| "Down in the DM" (ремикс) (Yo Gotti и Ники Минаж)                                           | 2016   | 13       | 3        | 2        | —        | 59       | —        | —        | —        | —        | —        | - Америчко удружење дискографских кућа: 2× Платина | The Art of Hustle                     |
| "No Broken Hearts" (Bebe Rexha и Ники Минаж)                                                | 2016   | —        | —        | —        | —        | 97       | —        | —        | —        | —        | —        | | Није ни на једном албуму              |
| "Don't Hurt Me" (DJ Mustard, Jeremih и Ники Минаж)                                          | 2016   | —        | —        | —        | 20       | —        | —        | —        | —        | —        | —        | - Аустралијско удружење дискографских кућа: Златно | Cold Summer                           |
| "Do You Mind" (DJ Khaled, Крис Браун, August Alsina, Jeremih, Future, Рик Рос и Ники Минаж) | 2016   | 27       | 9        | 7        | 65       | 93       | 162      | —        | —        | —        | —        | - Америчко удружење дискографских кућа: Платина | Major Key                             |
| "Side to Side" (Аријана Гранде и Ники Минаж)                                                | 2016   | 4        | —        | —        | 3        | 4        | 66       | 5        | 2        | 13       | 4        | - Америчко удружење дискографских кућа: 4× Платина - Аустралијско удружење дискографских кућа: 3× Платина - BPI: Платина - IFPI ШВЕ: Платина - MC: 5× Платина - RMNZ: Платина - SNEP: Платина | Dangerous Woman                       |
| "Run Up" (Major Lazer, PartyNextDoor и Ники Минаж)                                          | 2017   | 66       | 26       | —        | 27       | 20       | 16       | 25       | 14       | 23       | 20       | - Аустралијско удружење дискографских кућа: Златно - BPI: Златно - RMNZ: Златно - SNEP: Платина                                                                                               | Music Is the Weapon                   |
| "Swalla" (Џејсон Деруло, Ty Dolla Sign и Ники Минаж)                                        | 2017   | 29       | —        | —        | 17       | 15       | 5        | 9        | 7        | 8        | 6        | - Америчко удружење дискографских кућа: 2× Платина - Аустралијско удружење дискографских кућа: 2× Платина - BPI: Платина - MC: 2× Платина - RMNZ: Платина - SNEP: Diamond                     | 777                                   |
| "Light My Body Up" (Давид Гета, Лил Вејн и Ники Минаж)                                      | 2017   | —        | —        | —        | 29       | 62       | 16       | 85       | —        | 55       | 64       | | Није ни на једном албуму              |
| "Kissing Strangers" (DNCE и Ники Минаж)                                                     | 2017   | —        | —        | —        | 96       | 73       | —        | —        | —        | —        | —        | | DNCE                                  |
| "Swish Swish" (Кејти Пери и Ники Минаж)                                                     | 2017   | 46       | —        | —        | 22       | 13       | 24       | 28       | —        | 53       | 19       | - Америчко удружење дискографских кућа: Платина - Аустралијско удружење дискографских кућа: Платина - BPI: Златно - MC: Платина - SNEP: Златно                                                | Witness                               |
| "Rake It Up" (Yo Gotti, Mike Will Made It и Ники Минаж)                                     | 2017   | 8        | 5        | 3        | —        | 52       | —        | —        | —        | —        | —        | - Америчко удружење дискографских кућа: 2× Платина - MC: Златно | Gotti Made-It                         |
| "You da Baddest" (Future и Ники Минаж)                                                      | 2017   | 38       | 19       | 14       | —        | 53       | 95       | —        | —        | —        | —        | | Hndrxx                                |
| "You Already Know" (Fergie и Ники Минаж)                                                    | 2017   | —        | —        | —        | 95       | —        | —        | —        | —        | —        | 96       | | Double Dutchess                       |
| "The Way Life Goes" (ремикс) (Lil Uzi Vert и Ники Минаж)                                    | 2017   | 24       | 11       | 11       | —        | 44       | —        | —        | —        | —        | 87       | - Америчко удружење дискографских кућа: Платина | Није ни на једном албуму              |
| "Ball for Me" (Post Malone и Ники Минаж)                                                    | 2018   | 16       | 11       | 8        | 14       | 7        | —        | 23       | —        | 47       | 70       | | Beerbongs & Bentleys                  |
| "Big Bank" (YG, 2 Chainz, Big Sean и Ники Минаж)                                            | 2018   | 16       | 13       | 11       | —        | 51       | —        | —        | —        | —        | —        | - RАмеричко удружење дискографских кућа: Платина - MC: Златно | Stay Dangerous                        |
| "Fefe" (6ix9ine, Murda Beatz и Ники Минаж)                                                  | 2018   | 3        | 3        | 3        | 8        | 3        | 49       | 21       | 3        | 6        | 17       | - Америчко удружење дискографских кућа: 2× Платина - BPI: Сребрно - MC: Платина - RMNZ: Златно                                                                                                | Dummy Boy                             |
| "Goodbye" (Џејсон Деруло, Давид Гета, Willy William и Ники Минаж)                           | 2018   | —        | —        | —        | 33       | 68       | —        | 21       | —        | 16       | 26       | | 7                                     |
| "Idol" (BTS и Ники Минаж)                                                                   | 2018   | 11       | —        | —        | —        | 5        | 103      | —        | —        | —        | —        | | Love Yourself: Answer                 |
| "Woman Like Me" (Little Mix и Ники Минаж)                                                   | 2018   | —        | —        | —        | 23       | 73       | —        | 4        | 23       | 65       | 2        | | LM5                                   |
| "Dip" (Tyga и Ники Минаж)                                                                   | 2018   | 63       | 31       | —        | —        | 51       | —        | —        | —        | —        | 62       | | Није ни на једном албуму              |
| "No Candle No Light" (Zayn Malik и Ники Минаж)                                              | 2018   | —        | —        | —        | —        | —        | —        | —        | —        | —        | —        | |                                       |

### Промотивни синглови
| Назив | Година | Позиција | Позиција | Позиција | Позиција | Позиција | Позиција | Сертификат                                     | Албум                       |
| Назив | Година | САД      | САД R&B  | САД реп  | АУС      | КАН      | УК       | Сертификат                                     | Албум                       |
| --- | ------ | -------- | -------- | -------- | -------- | -------- | -------- | ---------------------------------------------- | --------------------------- |
| "5 Star Bitch" (ремикс) (Yo Gotti, Gucci Mane, Trina и Ники Минаж)                                                                   | 2009   | —        | —        | —        | —        | —        | —        |                                                | Live from the Kitchen       |
| "Knockout" (Лил Вејн и Ники Минаж)                                                                                                   | 2010   | 44       | —        | —        | —        | —        | —        | - Америчко удружење дискографских кућа: Златно | Rebirth                     |
| "All I Do Is Win" (ремикс) (DJ Khaled, T-Pain, Diddy, Рик Рос, Баста Рајмс, Fabolous, Jadakiss]], Fat Joe, Swizz Beatz и Ники Минаж) | 2010   | —        | —        | —        | —        | —        | —        |                                                | Није ни на једном албуму    |
| "Hello Good Morning" (ремикс) (Diddy – Dirty Money, Рик Рос и Ники Минаж)                                                            | 2010   | —        | —        | —        | —        | —        | —        |                                                | Није ни на једном албуму    |
| "Roman's Revenge" (са Еминемом) | 2010   | 56       | 85       | 23       | —        | —        | 125      |                                                | Pink Friday                 |
| "Till the World Ends" (The Femme Fatale ремикс) (Бритни Спирс, Kesha и Ники Минаж)                                                   | 2011   | 3        | —        | —        | —        | 4        | —        |                                                | Није ни на једном албуму    |
| "Roman in Moscow" | 2011   | 64       | —        | —        | —        | 88       | 84       |                                                | Није ни на једном албуму    |
| "Stupid Hoe" | 2011   | 59       | 53       | —        | —        | 87       | 63       |                                                | Pink Friday: Roman Reloaded |
| "Roman Reloaded" (са Лил Вејном) | 2012   | 70       | 57       | —        | —        | —        | 143      |                                                | Pink Friday: Roman Reloaded |
| "Born Stunna" (ремикс) (Birdman, Рик Рос, Лил Вејн и Ники Минаж)                                                                     | 2012   | —        | —        | —        | —        | —        | —        |                                                | Није ни на једном албуму    |
| "Senile" (Young Money, Tyga, Лил Вејн и Ники Минаж)                                                                                  | 2014   | —        | 50       | —        | —        | —        | —        |                                                | Rise of an Empire           |
| "All Things Go" | 2014   | —        | 38       | —        | —        | —        | —        |                                                | The Pinkprint               |
| "Black Barbies" (Mike Will Made It)                                                                                                  | 2016   | 65       | 30       | 20       | 47       | 78       | —        |                                                | Није ни на једном албуму    |
| "Rich Sex" (са Лил Вејном) | 2018   | 56       | 24       | 22       | —        | 86       | —        |                                                | Queen                       |
| "The Light Is Coming" (Аријана Гранде и Ники Минаж)                                                                                  | 2018   | 89       | —        | —        | 60       | 63       | 57       |                                                | Sweetener                   |

## Остале песме
| Назив                                                                        | Година | Позиција | Позиција | Позиција | Позиција | Позиција | Позиција | Позиција | Позиција | Позиција | Сертификат                                                        | Албум                                   |
| Назив                                                                        | Година | САД      | САД R&B  | САД реп  | АУС      | КАН      | ФРА      | НЗ Хот   | УК       | УК R&B   | Сертификат                                                        | Албум                                   |
| ---------------------------------------------------------------------------- | ------ | -------- | -------- | -------- | -------- | -------- | -------- | -------- | -------- | -------- | ----------------------------------------------------------------- | --------------------------------------- |
| "I Get Crazy" (са Лил Вејном)                                                | 2009   | —        | 37       | 20       | —        | —        | —        | —        | —        | —        |                                                                   | Beam Me Up Scotty                       |
| "Sex in Crazy Places" (Gucci Mane, Bobby V, Trina и Ники Минаж)              | 2009   | —        | —        | —        | —        | —        | —        | —        | —        | —        |                                                                   | The State vs. Radric Davis              |
| "Shakin' It 4 Daddy" (Robin Thicke и Ники Минаж)                             | 2009   | —        | —        | —        | —        | —        | —        | —        | —        | —        |                                                                   | Sex Therapy                             |
| "Girlfriend"                                                                 | 2010   | —        | —        | —        | —        | —        | —        | —        | —        | —        |                                                                   | Није ни на једном албуму                |
| "Up All Night" (Дрејк и Ники Минаж)                                          | 2010   | 49       | 59       | 20       | —        | 80       | —        | —        | —        | —        | - Америчко удружење дискографских кућа: Платина                   | Thank Me Later                          |
| "What's Wrong with Them" (Лил Вејн и Ники Минаж)                             | 2010   | 42       | —        | —        | —        | 45       | —        | —        | 83       | —        |                                                                   | I Am Not a Human Being                  |
| "Haterade" (Gucci Mane, Pharrell Williams и Ники Минаж)                      | 2010   | —        | —        | —        | —        | —        | —        | —        | —        | —        |                                                                   | The Appeal: Georgia's Most Wanted       |
| "Blazin" (Канје Вест и Ники Минаж)                                           | 2010   | —        | —        | —        | —        | —        | —        | —        | —        | —        |                                                                   | Pink Friday                             |
| "Bought the Bar" (DJ Webstar и Ники Минаж)                                   | 2011   | —        | —        | —        | —        | —        | —        | —        | —        | —        |                                                                   | Није ни на једном албуму                |
| "Feel Inside" (Mary J. Blige и Ники Минаж)                                   | 2011   | —        | —        | —        | —        | —        | —        | —        | —        | —        |                                                                   | Није ни на једном албуму                |
| "Muthafucka Up" (Tyga и Ники Минаж)                                          | 2012   | 74       | —        | —        | —        | —        | —        | —        | —        | —        |                                                                   | Careless World: Rise of the Last King   |
| "Roman Holiday"                                                              | 2012   | —        | 31       | —        | —        | —        | —        | —        | —        | —        |                                                                   | Pink Friday: Roman Reloaded             |
| "I Am Your Leader" (Cam'ron, Рик Рос и Ники Минаж)                           | 2012   | —        | 71       | —        | —        | —        | —        | —        | —        | —        |                                                                   | Pink Friday: Roman Reloaded             |
| "Whip It"                                                                    | 2012   | —        | —        | —        | 63       | 85       | —        | —        | 98       | 26       |                                                                   | Pink Friday: Roman Reloaded             |
| "Automatic"                                                                  | 2012   | —        | —        | —        | —        | —        | 102      | —        | 199      | —        |                                                                   | Pink Friday: Roman Reloaded             |
| "Marilyn Monroe"                                                             | 2012   | —        | —        | —        | —        | —        | —        | —        | 121      | —        |                                                                   | Pink Friday: Roman Reloaded             |
| "Masquerade"                                                                 | 2012   | —        | —        | —        | —        | —        | 89       | —        | —        | —        |                                                                   | Pink Friday: Roman Reloaded             |
| "Up in Flames"                                                               | 2012   | —        | —        | —        | —        | —        | —        | —        | 134      | 25       |                                                                   | Pink Friday: Roman Reloaded – The Re-Up |
| "Hell Yeah" (Parker Ighile и Ники Минаж)                                     | 2012   | —        | —        | —        | —        | —        | —        | —        | 122      | 22       |                                                                   | Pink Friday: Roman Reloaded – The Re-Up |
| "I'm Legit" (Ciara и Ники Минаж)                                             | 2012   | —        | 40       | —        | —        | —        | —        | —        | 97       | 14       |                                                                   | Pink Friday: Roman Reloaded – The Re-Up |
| "I Endorse These Strippers" (Tyga, Brinx и Ники Минаж)                       | 2012   | —        | —        | —        | —        | —        | —        | —        | 143      | 28       |                                                                   | Pink Friday: Roman Reloaded – The Re-Up |
| "I Luv Dem Strippers" (2 Chainz и Ники Минаж)                                | 2012   | —        | 41       | —        | —        | —        | —        | —        | —        | —        | - Америчко удружење дискографских кућа: Златно                    | Based on a T.R.U. Story                 |
| "Lay It Down" (Лил Вејн, Cory Gunz и Ники Минаж)                             | 2013   | —        | —        | —        | —        | —        | —        | —        | —        | —        |                                                                   | I Am Not a Human Being II               |
| "I Lied"                                                                     | 2014   | —        | 37       | —        | —        | —        | —        | —        | —        | 39       |                                                                   | The Pinkprint                           |
| "The Crying Game" (Jessie Ware и Ники Минаж)                                 | 2014   | —        | 39       | —        | —        | —        | —        | —        | —        | —        |                                                                   | The Pinkprint                           |
| "Get On Your Knees" (Аријана Гранде и Ники Минаж])                           | 2014   | 88       | 26       | 18       | 80       | 98       | 181      | —        | 86       | 7        |                                                                   | The Pinkprint                           |
| "Feeling Myself" (Бијонсе и Ники Минаж)                                      | 2014   | 39       | 11       | 6        | 52       | 67       | 53       | —        | 64       | 12       | - Америчко удружење дискографских кућа: 2× Платина - BPI: Сребрно | The Pinkprint                           |
| "Want Some More"                                                             | 2014   | —        | —        | —        | —        | —        | —        | —        | —        | —        |                                                                   | The Pinkprint                           |
| "Four Door Aventador"                                                        | 2014   | —        | —        | —        | —        | —        | —        | —        | —        | —        |                                                                   | The Pinkprint                           |
| "Favorite" (Jeremih и Ники Минаж)                                            | 2014   | —        | 44       | —        | —        | —        | —        | —        | —        | —        |                                                                   | The Pinkprint                           |
| "Buy a Heart" (Meek Mill и Ники Минаж)                                       | 2014   | —        | 48       | —        | —        | —        | —        | —        | —        | —        |                                                                   | The Pinkprint                           |
| "Grand Piano"                                                                | 2014   | —        | —        | —        | —        | —        | —        | —        | —        | —        |                                                                   | The Pinkprint                           |
| "Big Daddy" (Meek Mill и Ники Минаж)                                         | 2014   | —        | —        | —        | —        | —        | —        | —        | —        | —        |                                                                   | The Pinkprint                           |
| "Shanghai"                                                                   | 2014   | —        | —        | —        | —        | —        | —        | —        | —        | —        |                                                                   | The Pinkprint                           |
| "Bad for You" (Meek Mill и Ники Минаж)                                       | 2015   | 78       | 23       | 19       | —        | —        | —        | —        | —        | —        |                                                                   | Dreams Worth More Than Money            |
| "Froze" (Meek Mill, Lil Uzi Vert и Ники Минаж)                               | 2016   | 68       | 28       | 21       | —        | —        | —        | —        | —        | —        |                                                                   | DC4                                     |
| "Bom Bidi Bom" (Nick Jonas и Ники Минаж)                                     | 2017   | 54       | —        | —        | —        | 69       | 58       | —        | 87       | —        |                                                                   | Fifty Shades Darker                     |
| "Krippy Kush" (ремикс) (Farruko, Bad Bunny, 21 Savage, Rvssian и Ники Минаж) | 2017   | 75       | —        | —        | —        | —        | —        | —        | —        | —        |                                                                   | Није ни на једном албуму                |
| "Plain Jane" (ремикс) (ASAP Ferg и Ники Минаж)                               | 2017   | 26       | 13       | 12       | —        | —        | —        | —        | —        | —        |                                                                   | Није ни на једном албуму                |
| "Anybody" (Young Thug и Ники Минаж)                                          | 2018   | 89       | 43       | —        | —        | —        | —        | —        | —        | —        |                                                                   | Hear No Evil                            |
| "Poke It Out" (Playboi Carti и Ники Минаж)                                   | 2018   | —        | —        | —        | —        | —        | —        | —        | —        | —        |                                                                   | Die Lit                                 |
| "Ganja Burn"                                                                 | 2018   | 60       | 27       | 25       | —        | 47       | —        | 13       | —        | —        |                                                                   | Queen                                   |
| "Majesty" (Labrinth, Еминем и Ники Минаж)                                    | 2018   | 58       | 25       | 23       | 60       | 44       | —        | 6        | 41       | —        |                                                                   | Queen                                   |
| "Hard White"                                                                 | 2018   | —        | —        | —        | —        | —        | —        | —        | —        | —        |                                                                   | Queen                                   |
| "Thought I Knew You" (The Weeknd и Ники Минаж)                               | 2018   | 98       | 49       | —        | —        | 69       | —        | 19       | —        | —        |                                                                   | Queen                                   |
| "Chun Swae" (Swae Lee и Ники Минаж)                                          | 2018   | —        | —        | —        | —        | —        | —        | —        | —        | —        |                                                                   | Queen                                   |
| "Good Form"                                                                  | 2018   | —        | —        | —        | —        | —        | —        | —        | —        |          |                                                                   | Queen                                   |
| "LLC"                                                                        | 2018   | —        | —        | —        | —        | —        | —        | —        | —        | —        |                                                                   | Queen                                   |
| "Dark Side of the Moon" (Лил Вејн и Ники Минаж)                              | 2018   | 26       | 19       | —        | —        | 55       | —        | —        | —        | —        |                                                                   | Tha Carter V                            |

## Дуети
| Назив                           | Година | Други музичар(и)                                                                      | Албум                                            |
| ------------------------------- | ------ | ------------------------------------------------------------------------------------- | ------------------------------------------------ |
| "Don't Mess With"               | 2004   | Jim Johnston                                                                          | ThemeAddict: WWE The Music, Vol. 6               |
| "I Might"                       | 2004   | Angel Demar                                                                           | Није ни на једном албуму                         |
| "Who Runs This?"                | 2004   | Angel Demar                                                                           | Није ни на једном албуму                         |
| "Affirmative Action"            | 2006   | Gravy                                                                                 | Mayor Goonberg Visits Africa                     |
| "Not at All"                    | 2006   | Ru Spits                                                                              | Није ни на једном албуму                         |
| "Watch What You Say"            | 2006   | Ru Spits                                                                              | Није ни на једном албуму                         |
| "Can't Stop, Won't Stop"        | 2007   | Лил Вејн                                                                              | Da Drought 3                                     |
| "Monstar Biz"                   | 2007   | Gravy                                                                                 | N.Y. Target                                      |
| "Money Ain't a Thang"           | 2007   | Stack Bundles                                                                         | Није ни на једном албуму                         |
| "Do You Like It (Freak Shit)"   | 2007   | Ransom                                                                                | Није ни на једном албуму                         |
| "I Just Borrow"                 | 2007   | Ru Spits                                                                              | Feature Presentation: Ru Spits                   |
| "Minaj Et Trois"                | 2008   | SAS                                                                                   | Where Is SAS                                     |
| "*Ucci *Ucci"                   | 2008   | Enur                                                                                  | Raggatronic                                      |
| "Still I Rise"                  | 2008   | Lil Wayne                                                                             | Dedication 3                                     |
| "Big Bidness"                   | 2008   | Ransom                                                                                | Pain & Glory 2                                   |
| "Million Dolla Baby" (ремикс)   | 2008   | Max B, Knocka                                                                         | Wavie Crockett                                   |
| "Make It Last Forever" (ремикс) | 2008   | Ciara                                                                                 | Није ни на једном албуму                         |
| "Miss Independent" (ремикс)     | 2008   | Ne-Yo                                                                                 | Није ни на једном албуму                         |
| "One Night Only" (ремикс)       | 2008   | Jason Kay                                                                             | Није ни на једном албуму                         |
| "Pamper Me"                     | 2008   | Angel Demar                                                                           | Није ни на једном албуму                         |
| "Ponytail"                      | 2009   | Mýa                                                                                   | Beauty & the Streets Vol. 1                      |
| "Lookin' at Me"                 | 2009   | Pearl Future                                                                          | Play Date                                        |
| "Automatic"                     | 2009   | Teairra Marí                                                                          | Don't Make Me Cause a Scene                      |
| "Grindin' Making Money"         | 2009   | Birdman, Lil' Kim                                                                     | Priceless                                        |
| "Take It Off"                   | 2009   | Lloyd, J. Holiday                                                                     | Like Me: The Young Goldie EP                     |
| "I Bought That"                 | 2009   | Yung Ralph, DJ Scream                                                                 | The Juug Man                                     |
| "Where's Wayne"                 | 2009   | Lil Chuckee, Gudda Gudda, Jae Millz, Lil Twist                                        | Charles Lee Ray                                  |
| "New York Minute" (ремикс)      | 2009   | French Montana, Jadakiss                                                              | The French Connection                            |
| "Sweet Dreams"                  | 2009   | Лил Вејн                                                                              | No Ceilings                                      |
| "Girls Kissing Girls"           | 2009   | Gucci Mane                                                                            | Writing on the Wall                              |
| "All About the Benjamins"       | 2009   | Stack Bundles, The Riot Squad                                                         | Jackin' 4 Beats                                  |
| "20 Dollars" (ремикс)           | 2009   | Ron Browz, Mase, Shawty Lo, OJ Da Juiceman                                            | Timeless EP                                      |
| "Old Enough" (ремикс)           | 2009   | Lil Twist                                                                             | Class President                                  |
| "Sex in Crazy Places"           | 2009   | Gucci Mane, Trina, Bobby V                                                            | The State vs. Radric Davis                       |
| "Always Love You"               | 2009   | Gudda Gudda                                                                           | Guddaville                                       |
| "1234"                          | 2009   | Randall Rock                                                                          | #LivingTheLife                                   |
| "Birds"                         | 2009   | Yung Joc, Gucci Mane, OJ Da Juiceman                                                  | The Grind Flu                                    |
| "Shakin' It 4 Daddy"            | 2009   | Robin Thicke                                                                          | Sex Therapy: The Session                         |
| "Get wit It"                    | 2009   | DJ E.Sudd, Smiley                                                                     | Frontline                                        |
| "Dopeman"                       | 2009   | Jabari, Pusha T                                                                       | Famous on the Internet                           |
| "Diamonds on My Neck"           | 2009   | Supplya, Gucci Mane                                                                   | Supplya                                          |
| "Failure (Pussy Nigga)"         | 2009   | Gucci Mane                                                                            | Kitchen Talk                                     |
| "Strippin' in the Club"         | 2009   | DJ Diamonds Kuts, Ron Browz, Latif                                                    | Herstory in the Making                           |
| "Supa Hot" (ремикс)             | 2009   | Sonny Rich, Jim Jones                                                                 | Loud Pack                                        |
| "Wanna Balla"                   | 2009   | Soulja Boy, Chingy                                                                    | Live & Direct                                    |
| "Lollipop Luxury" (ремикс)      | 2009   | Jeffree Star                                                                          | Beauty Killer                                    |
| "Break Up" (ремикс)             | 2009   | Mario, Gucci Mane                                                                     | Није ни на једном албуму                         |
| "Chocolate Legs" (ремикс)       | 2009   | Eric Benét                                                                            | Није ни на једном албуму                         |
| "T.E.M.P.O."                    | 2009   | Ashley                                                                                | Није ни на једном албуму                         |
| "Xcellent"                      | 2009   | Pritty Boy                                                                            | Није ни на једном албуму                         |
| "Nicki Minaj Speaks"            | 2010   | Jae Millz                                                                             | The Flood Warning                                |
| "Coca Coca"                     | 2010   | Gucci Mane, Waka Flocka Flame, Yo Gotti, DJ Holiday, OJ Da Juiceman, Shawty Lo, Rocko | Burrrprint (2) HD                                |
| "For the Money"                 | 2010   | Fabolous                                                                              | There Is No Competition 2: The Grieving Music EP |
| "Dang a Lang"                   | 2010   | Trina, Lady Saw                                                                       | Amazin'                                          |
| "In My Head" (ремикс)           | 2010   | Џејсон Деруло                                                                         | In My Head                                       |
| "She Likes Me"                  | 2010   | Jadakiss                                                                              | The Champ Is Here, Pt. 3                         |
| "Stilettos and T-Shirt"         | 2010   | Bobby V                                                                               | 60 Minutes                                       |
| "Hold Yuh" (ремикс)             | 2010   | Gyptian                                                                               | Није ни на једном албуму                         |
| "Up All Night"                  | 2010   | Дрејк                                                                                 | Thank Me Later                                   |
| "What's Wrong with Them"        | 2010   | Лил Вејн                                                                              | I Am Not a Human Being                           |
| "YM Salute"                     | 2010   | Лил Вејн, Lil Chuckee, Gudda Gudda, Jae Millz, Lil Twist                              | I Am Not a Human Being                           |
| "Haterade"                      | 2010   | Gucci Mane, Pharrell Williams                                                         | The Appeal: Georgia's Most Wanted                |
| "Kiss My Ass"                   | 2010   | Bow Wow                                                                               | Half Man, Half Dog, Part 2                       |
| "Mean Walk"                     | 2010   | Miss Daja                                                                             | Није ни на једном албуму                         |
| "Change Change"                 | 2011   | Verbal                                                                                | Visionair                                        |
| "Bought the Bar"                | 2011   | DJ Webstar                                                                            | Није ни на једном албуму                         |
| "Get Low 4 Me" (ремикс)         | 2011   | Lalo the Don, Barbee                                                                  | Није ни на једном албуму                         |
| "I Love You"                    | 2011   | Soulja Boy, Bobby V                                                                   | Није ни на једном албуму                         |
| "Feel Inside"                   | 2011   | Mary J. Blige                                                                         | Није ни на једном албуму                         |
| "La La Means I Love You"        | 2011   | Hoodstars                                                                             | Није ни на једном албуму                         |
| "Born to be Wild"               | 2011   | Sean Kingston                                                                         | Није ни на једном албуму                         |
| "Muthafucka Up"                 | 2012   | Tyga                                                                                  | Careless World: Rise of the Last King            |
| "I Don't Give A"                | 2012   | Madonna                                                                               | MDNA                                             |
| "I Luv Dem Strippers"           | 2012   | 2 Chainz                                                                              | Based on a T.R.U. Story                          |
| "Mercy"                         | 2012   | Лил Вејн                                                                              | Dedication 4                                     |
| "Lay It Down"                   | 2013   | Лил Вејн, Cory Gunz                                                                   | I Am Not a Human Being II                        |
| "Livin' It Up"                  | 2013   | Ciara                                                                                 | Ciara                                            |
| "Rich Friday"                   | 2013   | DJ Clue], Future, French Montana, Juelz Santana                                       | Није ни на једном албуму                         |
| "MILF"                          | 2013   | Big Sean, Juicy J                                                                     | Hall of Fame                                     |
| "Entertainment 2.0"             | 2013   | Шон Пол, Juicy J, 2 Chainz                                                            | Full Frequency                                   |
| "Hands Up"                      | 2013   | Swizz Beatz, Лил Вејн, Рик Рос, 2 Chainz                                              | Није ни на једном албуму                         |
| "Give It All to Me"             | 2013   | Mavado                                                                                | Suffering from Success                           |
| "I B on Dat"                    | 2013   | Meek Mill, Fabolous, French Montana                                                   | Dreamchasers 3                                   |
| "Dope Dealer"                   | 2013   | Meek Mill, Рик Рос                                                                    | Dreamchasers 3                                   |
| "My Nigga" (ремикс)             | 2014   | YG, Лил Вејн, Rich Homie Quan, Meek Mill                                              | My Krazy Life                                    |
| "Danny Glover" (ремикс)         | 2014   | Young Thug                                                                            | Није ни на једном албуму                         |
| "Animales"                      | 2014   | Romeo Santos                                                                          | Formula, Vol. 2                                  |
| "Rock Star"                     | 2014   | Future                                                                                | Није ни на једном албуму                         |
| "So Bad"                        | 2014   | Cam'ron, Yummy Bingham                                                                | 1st of the Month: Vol. 2                         |
| "No Flex Zone" (ремикс)         | 2014   | Rae Sremmurd, Pusha T                                                                 | Није ни на једном албуму                         |
| "No Love" (ремикс)              | 2014   | August Alsina                                                                         | Није ни на једном албуму                         |
| "True Colors"                   | 2014   | Виз Калифа                                                                            | Blacc Hollywood                                  |
| "Sugar" (ремикс)                | 2015   | Maroon 5                                                                              | Није ни на једном албуму                         |
| "Bad for You"                   | 2015   | Meek Mill                                                                             | Dreams Worth More Than Money                     |
| "Angel"                         | 2015   | DJ Prostyle, Jeremih                                                                  | Није ни на једном албуму                         |
| "The Hills" (ремикс)            | 2015   | The Weeknd                                                                            | Није ни на једном албуму                         |
| "Doin' It Well"                 | 2015   | Fabolous, Trey Songz                                                                  | Summertime Shootout                              |
| "Froze"                         | 2016   | Meek Mill, Lil Uzi Vert                                                               | DC4                                              |
| "Like a Star"                   | 2016   | Fetty Wap                                                                             | King Zoo                                         |
| "Bom Bidi Bom"                  | 2017   | Nick Jonas                                                                            | Fifty Shades Darker                              |
| "Realize"                       | 2017   | 2 Chainz                                                                              | Pretty Girls Like Trap Music                     |
| "Nobody"                        | 2017   | DJ Khaled, Алиша Киз                                                                  | Grateful                                         |
| "I Can't Even Lie"              | 2017   | DJ Khaled, Future                                                                     | Grateful                                         |
| "Skrt On Me"                    | 2017   | Calvin Harris                                                                         | Funk Wav Bounces Vol. 1                          |
| "I'm Getting Ready"             | 2017   | Tasha Cobbs                                                                           | Heart. Passion. Pursuit.                         |
| "No Flag"                       | 2017   | London on da Track, 21 Savage, Offset                                                 | Није ни на једном албуму                         |
| "She for Keeps"                 | 2017   | Quavo                                                                                 | Quality Control: Control the Streets Volume 1    |
| "Plain Jane" (ремикс)           | 2017   | ASAP Ferg                                                                             | Није ни на једном албуму                         |
| "5 Star"                        | 2017   | Лил Вејн                                                                              | Dedication 6                                     |
| "Anybody"                       | 2018   | Young Thug                                                                            | Hear No Evil                                     |
| "Poke It Out"                   | 2018   | Playboi Carti                                                                         | Die Lit                                          |
| "Dark Side of the Moon"         | 2018   | Лил Вејн                                                                              | Tha Carter V                                     |
| "Transformer"                   | 2018   | Future                                                                                | Wrld on Drugs                                    |